# (14599) 1998 SV64
A (14599) 1998 SV64 a Naprendszer kisbolygóövében található aszteroida. Eric Walter Elst fedezte fel 1998. szeptember 20-án.